# Minerał

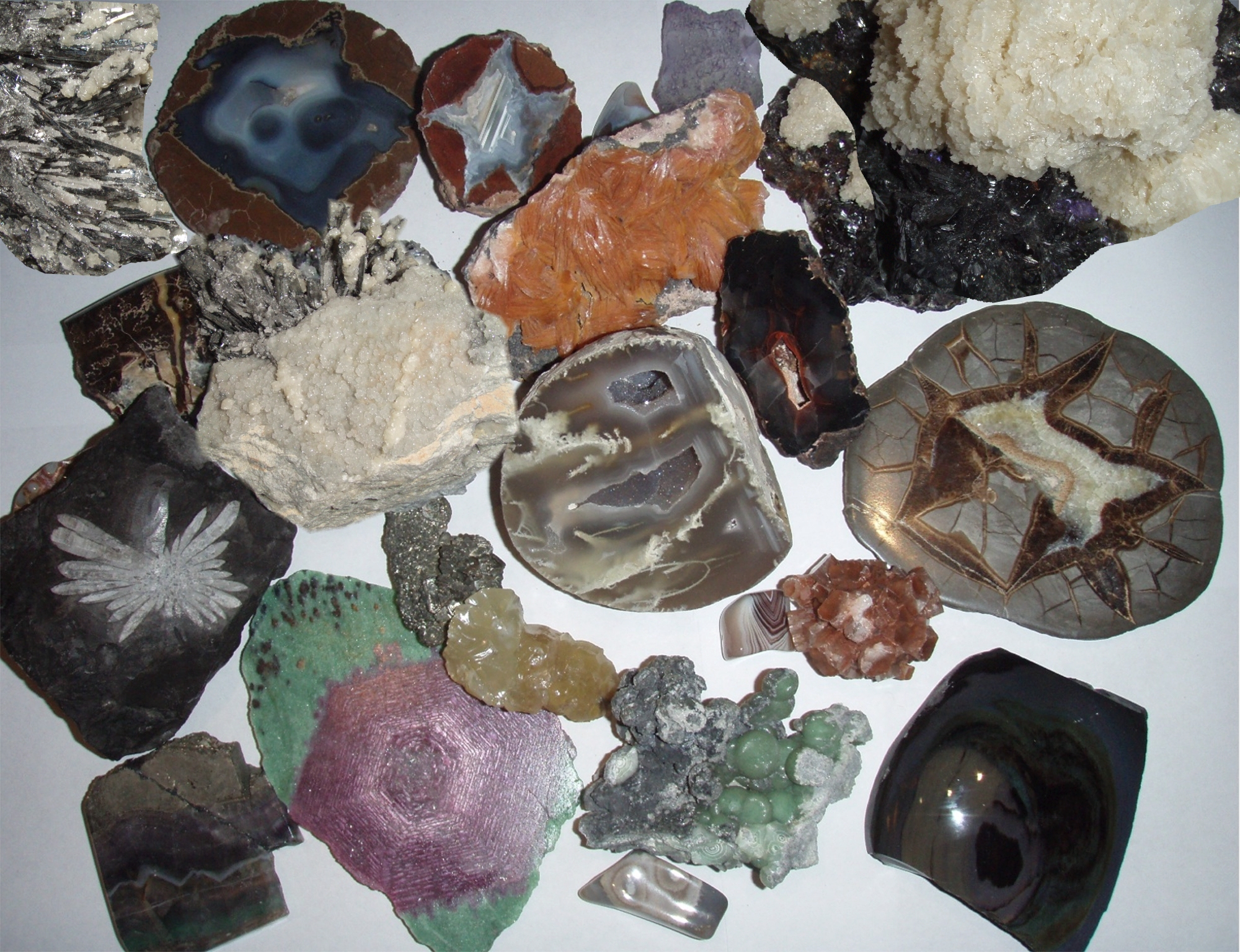
Zbiór minerałów

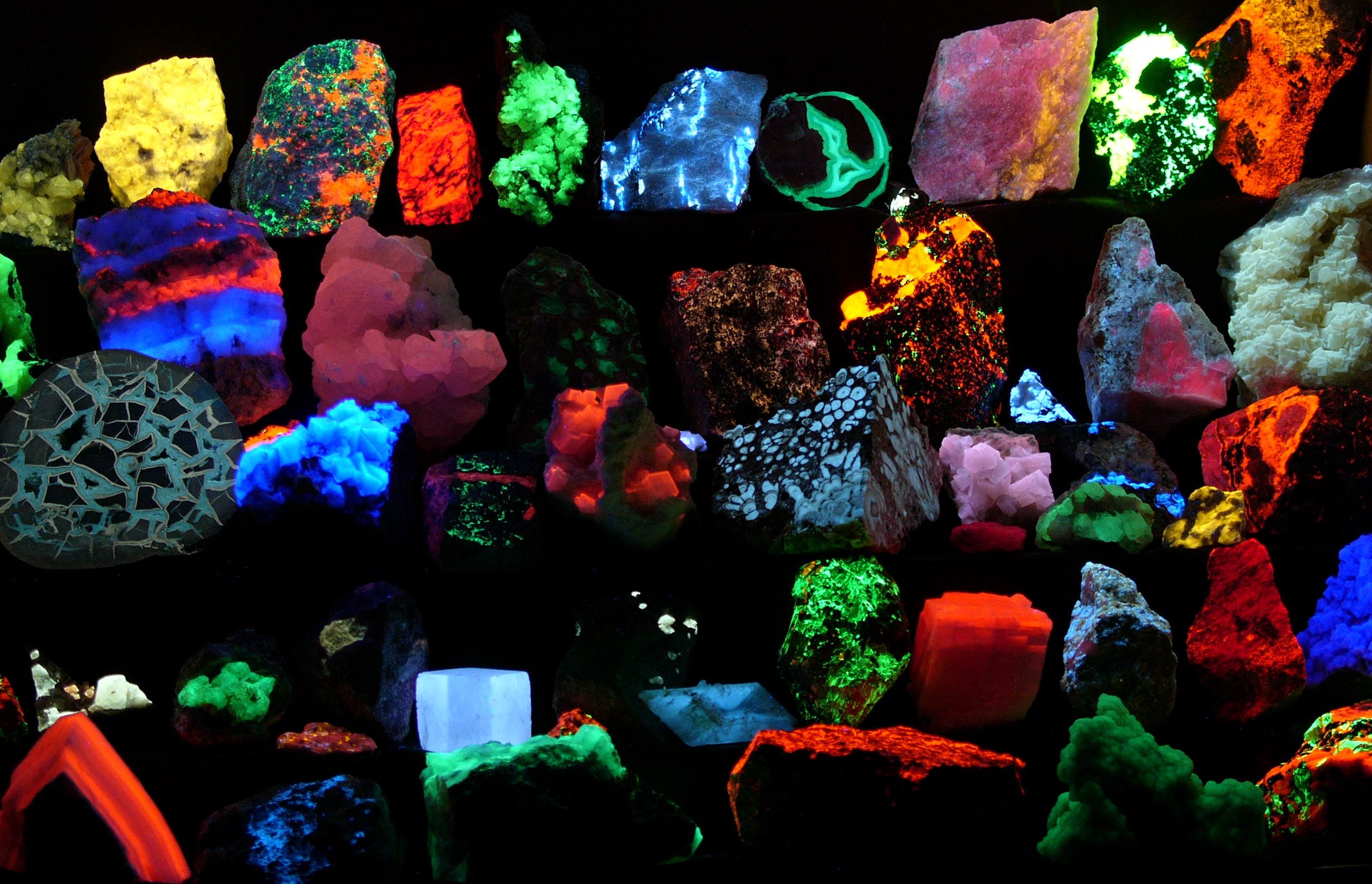
Fluorescencja minerałów

Minerał (fr. minéral, od gal. mina „kopalnia”) – pierwiastek lub związek chemiczny będący normalnie ciałem krystalicznym, którego struktura ukształtowała się w toku procesów geologicznych.
Do minerałów nie zalicza się mineraloidów – substancji bezpostaciowych o jednorodnej strukturze chemicznej, powstałych w wyniku zniszczenia struktury krystalicznej minerału pod wpływem promieniowania oraz rtęci.
Za minerał nie jest też uznawana ropa naftowa i jej niekrystaliczne pochodne. Minerałem nie jest woda w stanie ciekłym (natomiast lód jest minerałem). Do minerałów nie zalicza się substancji pochodzenia biologicznego, o ile pod wpływem procesów geologicznych nie uległy przekształceniu w substancje krystaliczne (np. fosforyty powstałe z organizmów morskich).
Za minerały nie są uznawane „minerały syntetyczne”, otrzymywane sztucznie w laboratoriach lub zakładach przemysłowych. Do najczęściej produkowanych syntetyków należą: ałunit, chalkantyt, syntetyczny korund, cyrkonia, lopezyt oraz diament syntetyczny.
Minerałami nie są sole mineralne rozpuszczone w wodzie (woda mineralna) lub obecne w pożywieniu, czy w parafarmaceutykach.
Dawniejsze definicje do minerałów zaliczały wszystkie substancje i ich roztwory stałe powstałe w wyniku procesów geologicznych, bez względu na postać i fazę.
Prawdopodobnie najpospolitszym minerałem na Ziemi jest bridgmanit.

## Geneza minerałów

### Minerały skał magmowych
Pierwotnym procesem tworzącym minerały jest krystalizacja magmy w zakresie 1600–800 °C. W ten sposób powstają głównie krzemiany, glinokrzemiany oraz – w mniejszym stopniu – siarczki, węglany, fosforany, tlenki i inne. Z utworów pomagmowych (utwory hydrotermalne i gazy) powstają minerały wypełniając szczeliny w skałach (np. geody kwarcowe SiO
2 lub kalcytowe CaCO
3), oraz nowe fazy krystaliczne wykrystalizowane z gazów lub z wcześniej zmienionych minerałów w procesach metasomatycznych i pneumatolitycznych, np. minerały pegmatytów.

### Minerały skał osadowych
Na powierzchni Ziemi minerały ulegają wietrzeniu pod wpływem czynników atmosferycznych i wód. Ulegają utlenieniu, rozpuszczeniu, rozkruszeniu itp. w takich procesach powstaje np. kaolinit Al
4[Si
4O
10](OH)
8, w wyniku wietrzenia granitu i rozkładu skaleni. Kalcyt CaCO
3 powstaje również w wyniku sedymentacji z wód morskich tworząc wapień. Procesy utleniające i ługujące prowadzą do powstania tzw. paramorfozy, np. goethytu α-FeOOH po pirycie FeS
2. Z ewaporacji (odparowania) wód morskich powstają minerały takie jak gips CaSO
4·2H
2O lub halit NaCl.

### Minerały skał metamorficznych
Gdy skały podlegają działaniu wysokiej temperatury lub ciśnienia, ulegają przeobrażeniu (metamorfizmowi). Jako że większość minerałów nie jest trwała w stanie stałym w szerokim zakresie ciśnienia i temperatury, przeobrażeniu ulega ich struktura wewnętrzna oraz często również skład chemiczny. Powstają nowe fazy krystaliczne, jak np. staurolit (Fe,Mg)
2Al
9(Si,Al)
4O
20(O,OH)
4, bądź dochodzi do powstania odmian polimorficznych, np. andaluzyt Al2[O|SiO4] poprzez podniesienie ciśnienia przechodzi w kyanit, a w przypadku wzrostu ciśnienia i temperatury w silimanit. Przemianie w tym przypadku zachodzi pozycja glinu w strukturze wewnętrznej. Na kontaktach intruzji magmowych ze skałami otaczającymi, np. węglanowymi wapieniami lub dolomitami powstają skały bogate w krzem Si, jak i węglan wapnia CaCO
3 nazywane skarnami. Pospolite minerały w tym przypadku to wollastonit CaSiO
3, wezuwian Ca
10(Mg,Fe)
2Al
4[(OH) 4/(SiO
4)
5/(Si
2O
7)
2], bądź wiele odmian granatów, jak np. grossular Ca
3Al
2(SiO
4)
3.
W wyniku oddziaływania lotnych składników magmy i utworów hydrotermalnych oraz wód powierzchniowych może spowodować przeobrażenie istniejących minerałów oraz powstanie nowych faz krystalicznych. Proces, w którym zachodzi powstanie nowych minerałów i zmiana składu chemicznego istniejących, nazywamy metasomatozą, bądź w przypadku udziału lotnych składników magmy – pneumatolizą. Przykładem jest powstawanie kasyterytu SnO
2 w wyniku działania na kwarc SiO
2 lotnego SnF
4.

### Minerały złożowe
Wśród minerałów, niemających znaczenia skałotwórczego, ważną rolę odgrywają minerały złożowe – np. galena, sfaleryt, chalkopiryt, malachit, halit, piryt. Są one źródłem wielu surowców wykorzystywanych w gospodarce.

### Mieszanina mineralna
Mieszaniną mineralną nazywamy mieszaninę faz krystalicznych (minerałów) powstałą w wyniku procesu geologicznego, niekiedy z udziałem bezpostaciowych substancji mineralnych.
Mieszaniny związków organicznych niemal nie występują w przyrodzie w stanie czystym. Są nimi na przykład żywice kopalne (bursztyn, rezynit), substancje bitumiczne, asfalty, węgle kopalne i pokrewne substancje organogeniczne.
Wiele mieszanin mineralnych określono jako nowe minerały i nadano im odrębne nazwy, np. berezowit okazał się w istocie mieszaniną cerusytu i krokoitu, konit – magnezytu i dolomitu, a krablit – kwarcu i ortoklazu. Mieszaninami są również limonity, w których przeważa getyt.
Szczególną grupę stanowią mieszaniny odmian polimorficznych.
Na przykład mieszanina regularnego pirytu (FeS
2) i rombowego markasytu (FeS
2) lub pospolite skorupowe odmiany blendy cynkowej, które zawierają regularny sfaleryt (ZnS) i heksagonalny wurcyt (Zns).
Podobieństwo właściwości fizycznych często utrudnia rozpoznanie i skatalogowanie składu takich mieszanin. Kiedy analiza chemiczna również nie pomaga, konieczne jest posługiwanie się metodami analizy fazowej (metody rentgenograficznej), lub termicznej analizy różnicowej.
Odrębną grupę substancji mineralnych tworzą odmieszane izomorficzne roztwory stałe nietrwałe w warunkach naszego otoczenia. Stanową świadectwo procesów geologicznych, które prowadziły do ich powstania. Ten typ zrostów zwraca uwagę w badaniach petrograficznych. Są one określane odrębnymi nazwami. Na przykład pertyty są odmieszanymi izomorficznymi roztworami stałymi skaleni potasowych K[AlSi
3O
8] i sodowo-wapniowych nNa[AlSi
3O
8]·mCa[Al
2Si
2O
8].

## Klasyfikacja
Klasyfikacja minerałów polega na uporządkowaniu ich w gromady, klasy, grupy i szeregi.
- gromada I: pierwiastki rodzime, stopy i związki międzymetaliczne – (złoto rodzime, srebro rodzime, diament, grafit, rtęć rodzima (zaliczana zwykle do mineraloidów); eugenit i in.)
- gromada II: węgliki, azotki, fosforki i krzemki – (cohenit, niobocarbid; carlsbergit, sinoit; schreibersyt, barringeryt; fersilicyt, hapkeit i in.)
- gromada III: siarczki i pokrewne selenki i tellurki oraz siarkosole (niekiedy część z tych minerałów jest określana jako kruszce) – (piryt, markasyt, pirotyn, sfaleryt, galena, cynober, aurypigment, molibdenit, bornit, chalkozyn, kowelin; clausthalit, berzelianit; calaveryt, hessyt; proustyt, bournonit, boulangeryt, Tiospinele (sulfospinele) i in.)
- gromada IV: halogenki (fluorki, chlorki, bromki i jodki) – (fluoryt, sellait, villiaumit; halit, sylwin, karnalit, atakamit; bromargyryt; jodargyryt i in.)
- gromada V. tlenki oraz wodorotlenki i tlenowodorotlenki – (spinele (spinel, magnetyt, chromit), hematyt, piroluzyt, uraninit, rutyl, anataz, brookit, kasyteryt, kupryt, lód, korund; brucyt, gibbsyt, diaspor, goethyt, lepidokrokit, manganit i in.)
- gromada VI: sole kwasów tlenowych
- gromada VI-1: azotany – (nitrokalcyt, nitromagnezyt, likasyt, humberstonit i in.)
- gromada VI-2: jodany i chlorany (te ostatnie jak dotąd nieznane jako oddzielne minerały) – (lautaryt i in.)
- gromada VI-3: węglany – (kalcyt, aragonit, vateryt, dolomit, ankeryt, magnezyt, syderyt, rodochrozyt, smithsonit, cerusyt, kutnahoryt, hydrocynkit, malachit i in.)
- gromada VI-4: seleniny i seleniany – (chalkomenit, molibdomenit, schmiederyt i in.)
- gromada VI-5: telluryny i tellurany – (teineit, plumbotelluryt i in.)
- gromada VI-6: borany – (boracyt, boraks rodzimy, uleksyt, colemanit, kernit i in.)
- gromada VI-7: siarczany – (gips, anhydryt, celestyn, baryt, anglezyt, chalkantyt, melanteryt, epsomit, kizeryt i in.)
- gromada VI-8: chromiany i dwuchromiany – (krokoit, lopezyt i in.)
- gromada VI-9. molibdeniany – (wulfenit, powellit, ferrimolibdyt, mełkowit i in.)
- gromada VI-10: wolframiany – (ferberyt, wolframit, hübneryt, scheelit i in.)
- gromada VI-11: fosforany – (apatyt, ksenotym, monacyt, piromorfit, strengit, wiwianit, turkus, lazulit i in.)
- gromada VI-12: arseniany – (skorodyt, mimetezyt, erytryn, annabergit, konichalcyt i in.)
- gromada VI-13: wanadany – (wanadynit, mottramit i in.)
- gromada VI-14: minerały uranylu – (autunit, metaautunit, torbernit, karnotyt, tjujamunit, uranofan, skłodowskit, schoepit, becquerelit, curyt i in.)
- gromada VI-15: krzemiany i glinokrzemiany
  - a. krzemiany wyspowe – (oliwiny (forsteryt, fajalit), granaty (almandyn, grossular, spessartyn, uwarowit), cyrkon, kyanit, topaz i in.)
  - b. krzemiany grupowe – (hemimorfit, wezuwian, zoisyt, epidoty, melility i in.)
  - c. krzemiany pierścieniowe – (turmaliny (szerlit, elbait, drawit i jego odmiana chromdrawit), kordieryt, beryl, eudialit i in.)
  - d. krzemiany i glinokrzemiany łańcuchowe – (pirokseny (diopsyd, augit, diallag, spodumen, jadeit, egiryn), czaroit i in.)
  - e. krzemiany i glinokrzemiany wstęgowe – (amfibole (np. ferroaktynolit, tremolit, hornblenda, cummingtonit, glaukofan), prehnit i in.)
  - f. krzemiany i glinokrzemiany warstwowe – (miki (np. biotyt, muskowit, flogopit, lepidolit), minerały ilaste (np. kaolinit, illit, montmorillonit) i in.)
  - g. krzemiany i glinokrzemiany przestrzenne (szkieletowe) – (kwarc, trydymit, coesyt, krystobalit, skalenie potasowe (mikroklin, sanidyn, ortoklaz), skalenie Ca-Na, czyli plagioklazy (anortyt, albit, labrador), nefelin, sodalit, zeolity (stilbit, natrolit, chabazyt) i in.)

## Właściwości fizyczne i krystalochemiczne
Cechy charakteryzujące minerały:
- układ krystalograficzny
- twardość
- łupliwość
- rysa
- przełam
- barwa
- zabarwienie
- gęstość
- połysk

## Minerały skałotwórcze
Minerały stanowiące główne składniki skał nazywa się minerałami skałotwórczymi. Są to: kwarc, skalenie, amfibole, pirokseny, miki, kalcyt, dolomit, minerały ilaste, oliwiny. Większość z nich to krzemiany lub glinokrzemiany. Minerały, które zwykle są obecne w pewnych typach skał, ale w niewielkich ilościach (do kilku %), to minerały poboczne, a w jeszcze mniejszych (zwykle < 1%), to minerały akcesoryczne.

## Polimorfizm i izomorfizm
Wiele pierwiastków i związków chemicznych o identycznym składzie krystalizuje w różnych formach morfologicznych, tworząc tym samym różne minerały. Zjawisko to nazywamy polimorfizmem np. krzemionka SiO
2 w zależności od ciśnienia i temperatury tworzy odmiany polimorficzne: kwarc-α i kwarc-β, trydymit, krystobalit, coesyt, stiszowit. Siarczek cynku tworzy m.in. wurcyt i sfaleryt. Węgiel C krystalizuje w postaci diamentu lub grafitu. Postacie polimorficzne służą jako geotermometry i geobarometry.
Zjawisko krystalizowania różnych substancji w taką sama postać krystalograficzną o identycznej strukturze wewnętrznej nazywamy izomorfizmem np. z halitem NaCl izomorficzna jest galena i PbS i peryklaz MgO.

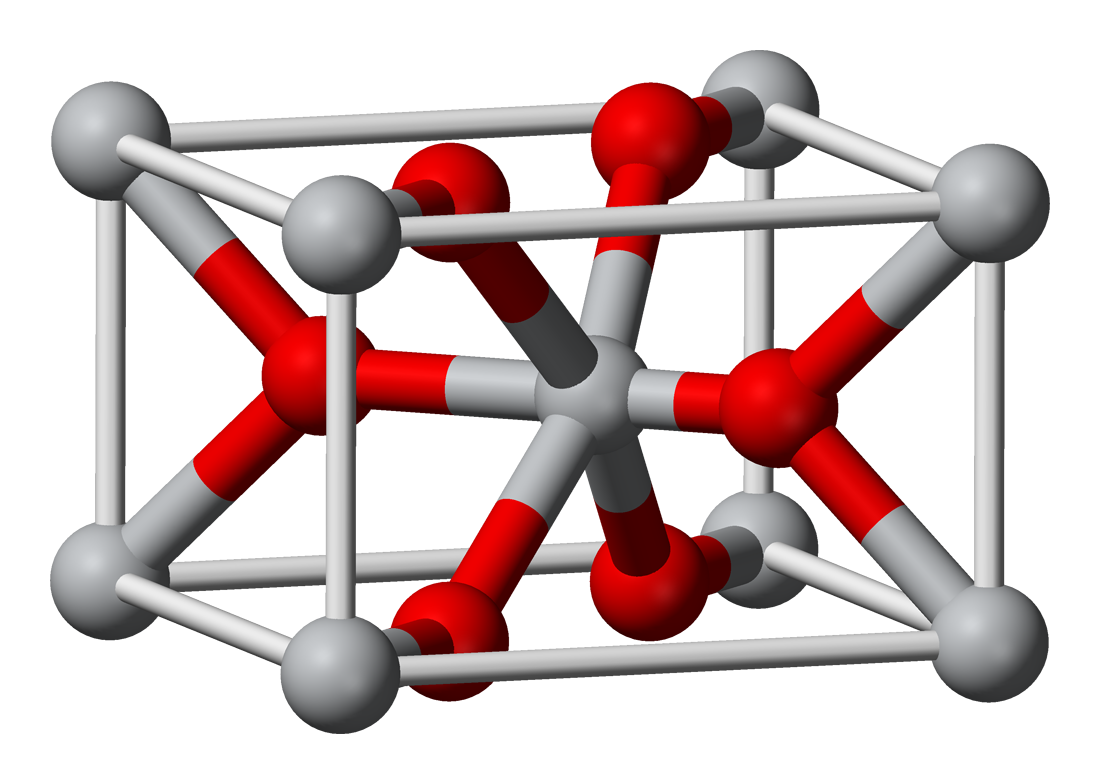
Struktura rutylu TiO 2
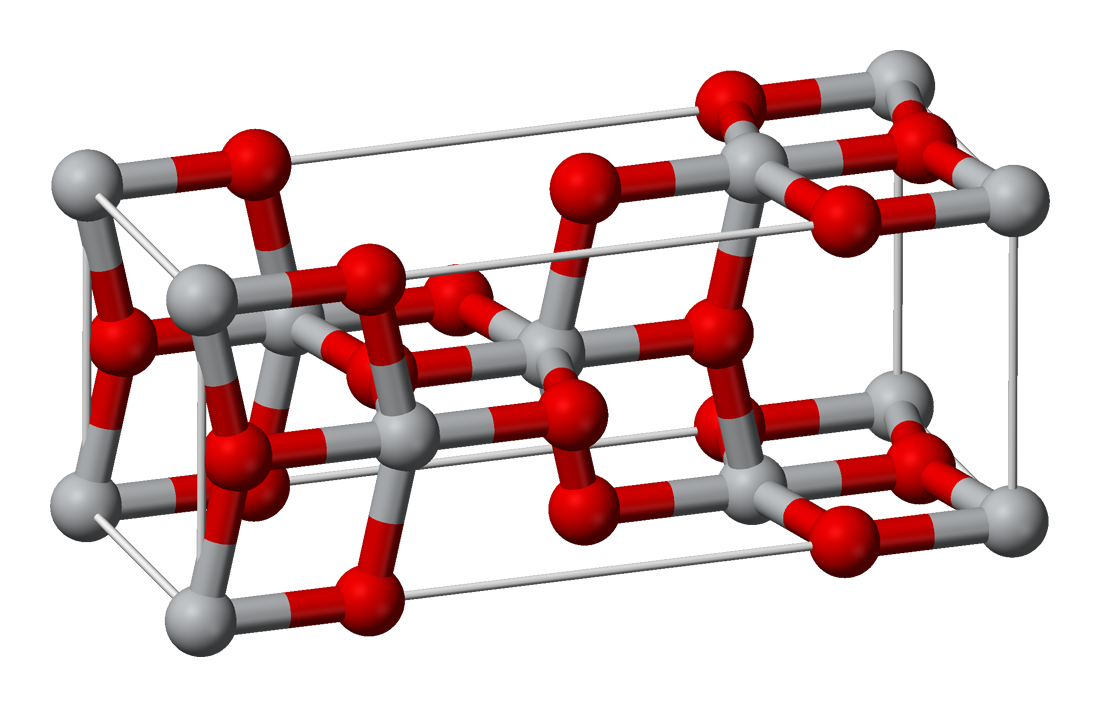
Struktura anatazu TiO
2

## Politypia
Jest to szczególny rodzaj polimorfizmu polegający na tym, iż identyczne warstwy w sieci krystalicznej układają się na sobie w różnej konfiguracji, zmieniając period identyczności sieci w kierunku prostopadłym do nakładających się warstw. Modyfikacje politypowe są najczęstsze wśród minerałów warstwowych np. grafit C, lub inne krzemiany warstwowe. W graficie warstwy atomowe utworzone w sześcioboczne pierścienie są różnie zorientowane względem siebie; odmiany politypowe grafitu – 1Hd, 2H, 3R (cyfra oznacza, co ile warstw się powtarza, litera zaś układ krystalograficzny – 3R co trzecia warstwa, układ romboedryczny (trygonalny)). Najczęstszymi minerałami politypowymi są również wurcyt ZnS (2H, 4H, 6H, 10H, 3R, 15R), oraz minerał syntetyczny karborund SiC.

## Mineralogia
Nauką zajmującą się minerałami jest mineralogia. Naukami wywodzącymi się z mineralogii są: petrografia, petrologia, gemmologia (nauka o kamieniach szlachetnych), krystalografia i jej pochodne. Mineralogia dzieli się także na topomineralogię (nauka o występowaniu minerałów), mineralogię genetyczną, mineralogię opisową. Jest nauką interdyscyplinarną, pełni istotną rolę w badaniach w zakresie chemii, fizyki, ochrony środowiska, astronomii, medycyny, oraz w naukach technicznych.

## Galeria

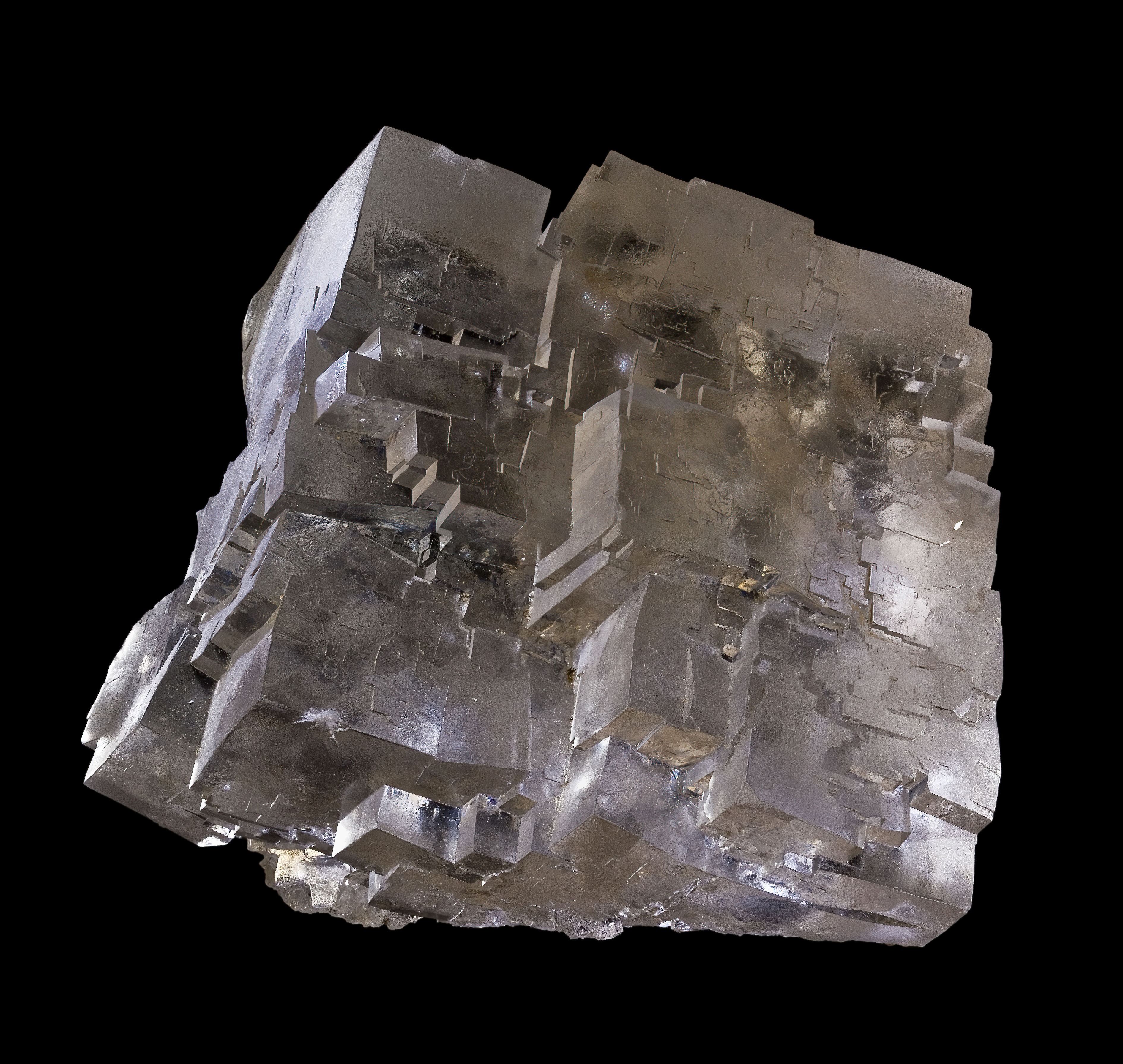
Halit NaCl
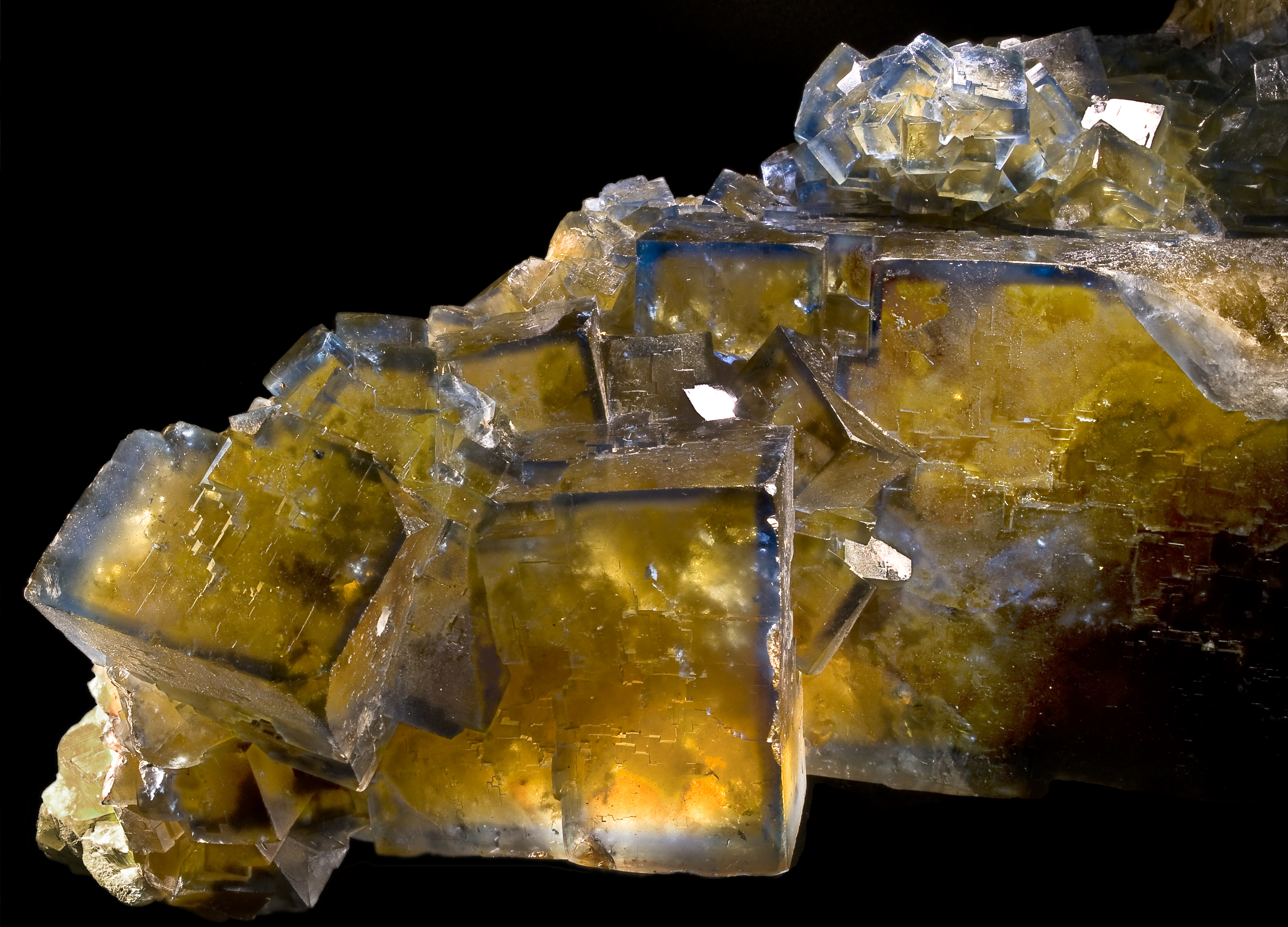
Fluoryt CaF 2
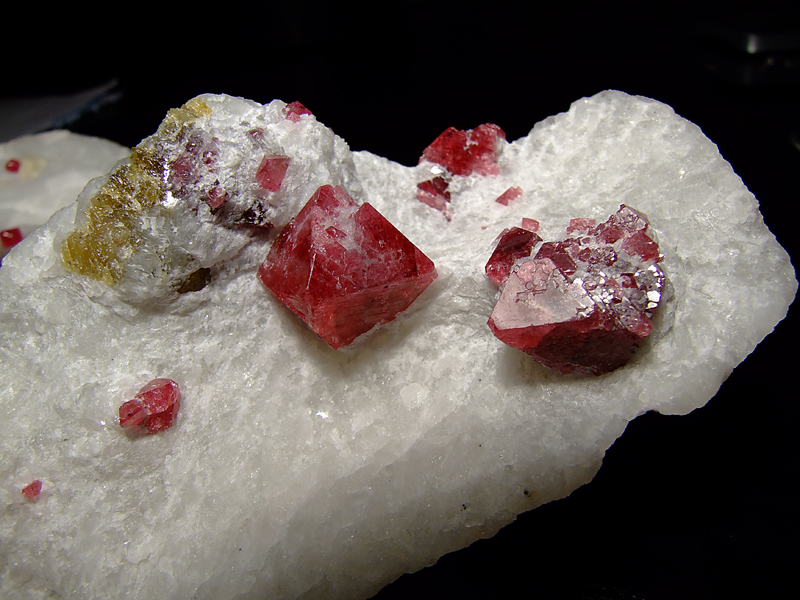
Spinel MgAl 2O 4
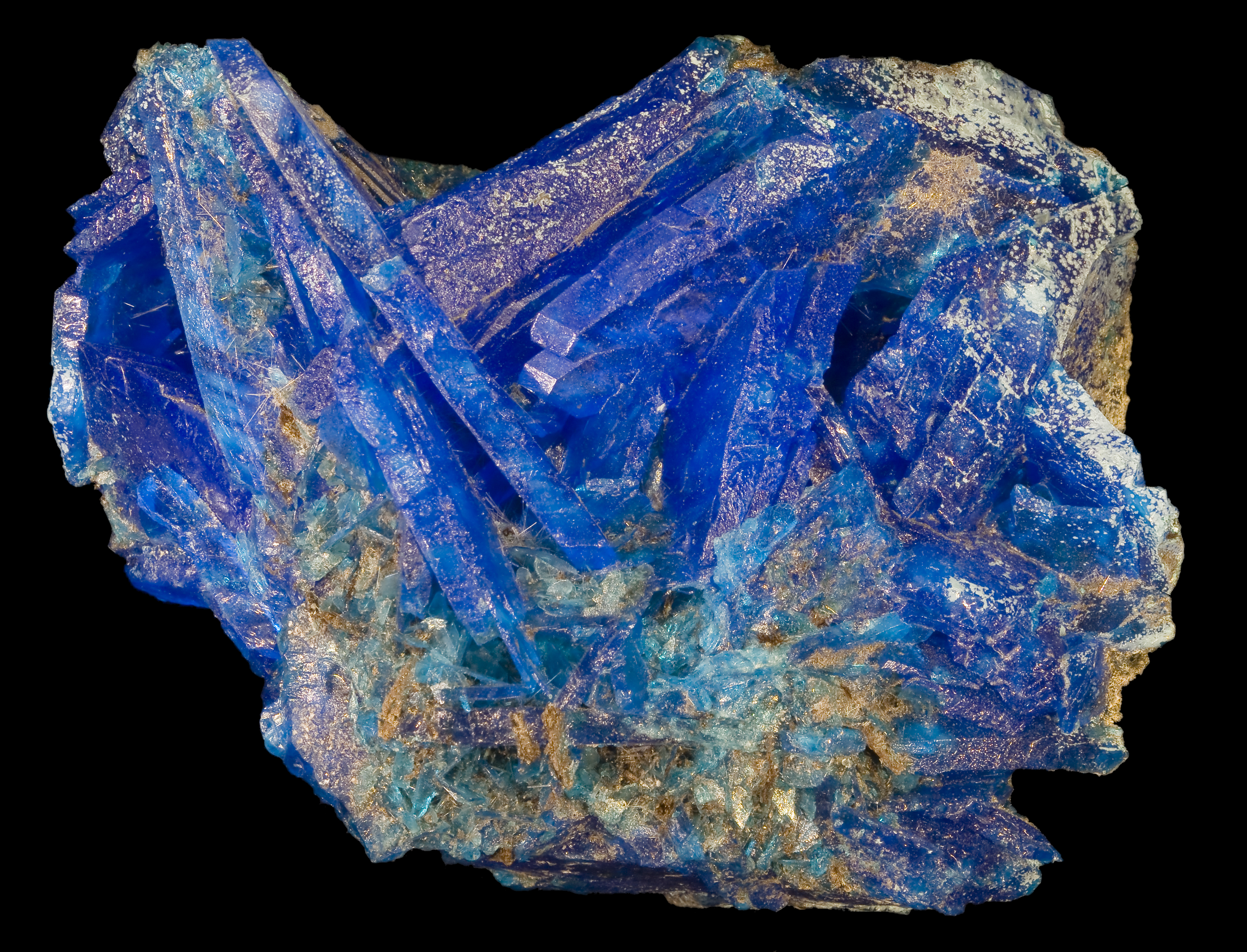
Chalkantyt CuSO4*5H2O
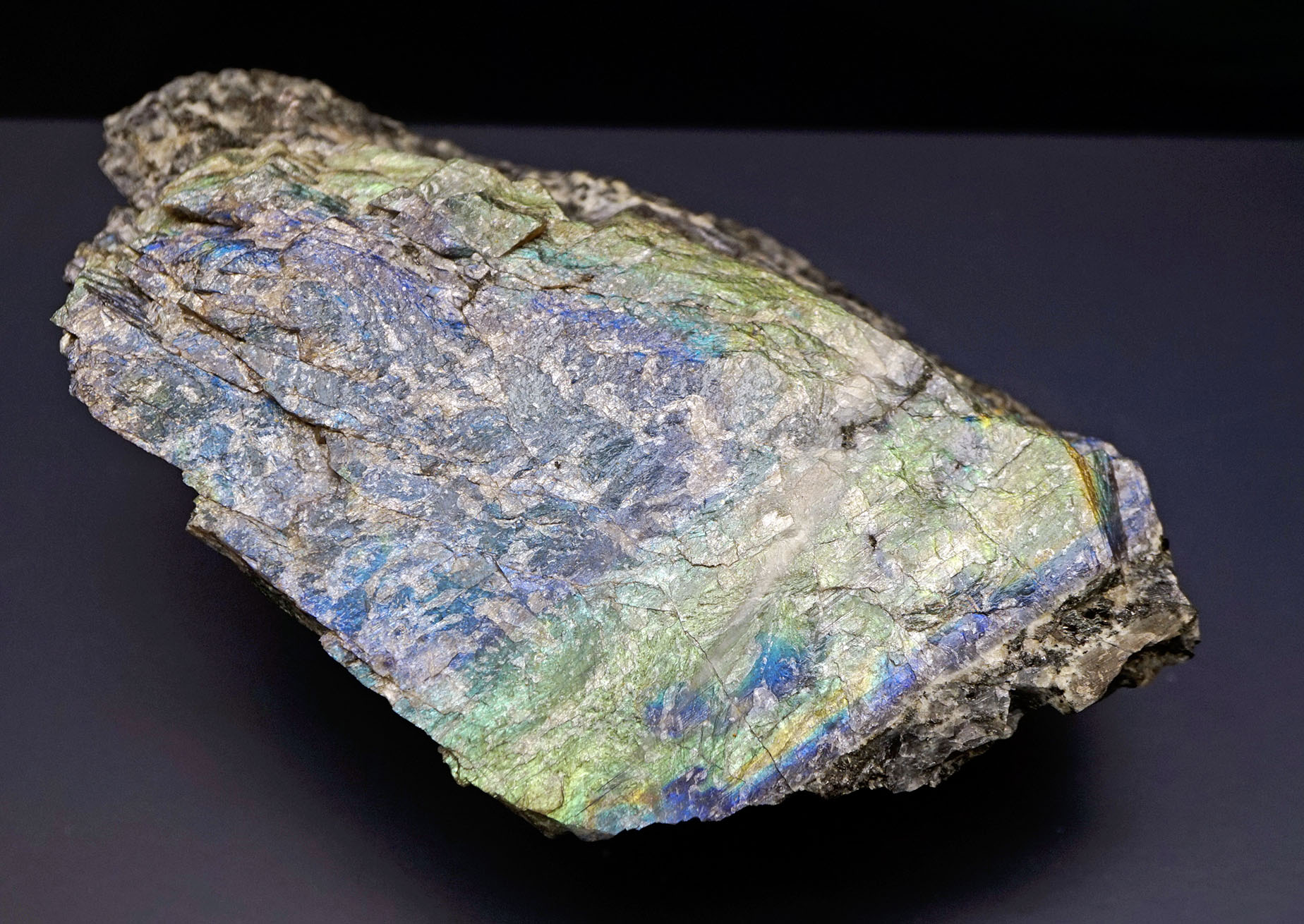
Labrador Na_{0,5–0,3}Ca_{0,5–0,7}Al2Si3O8
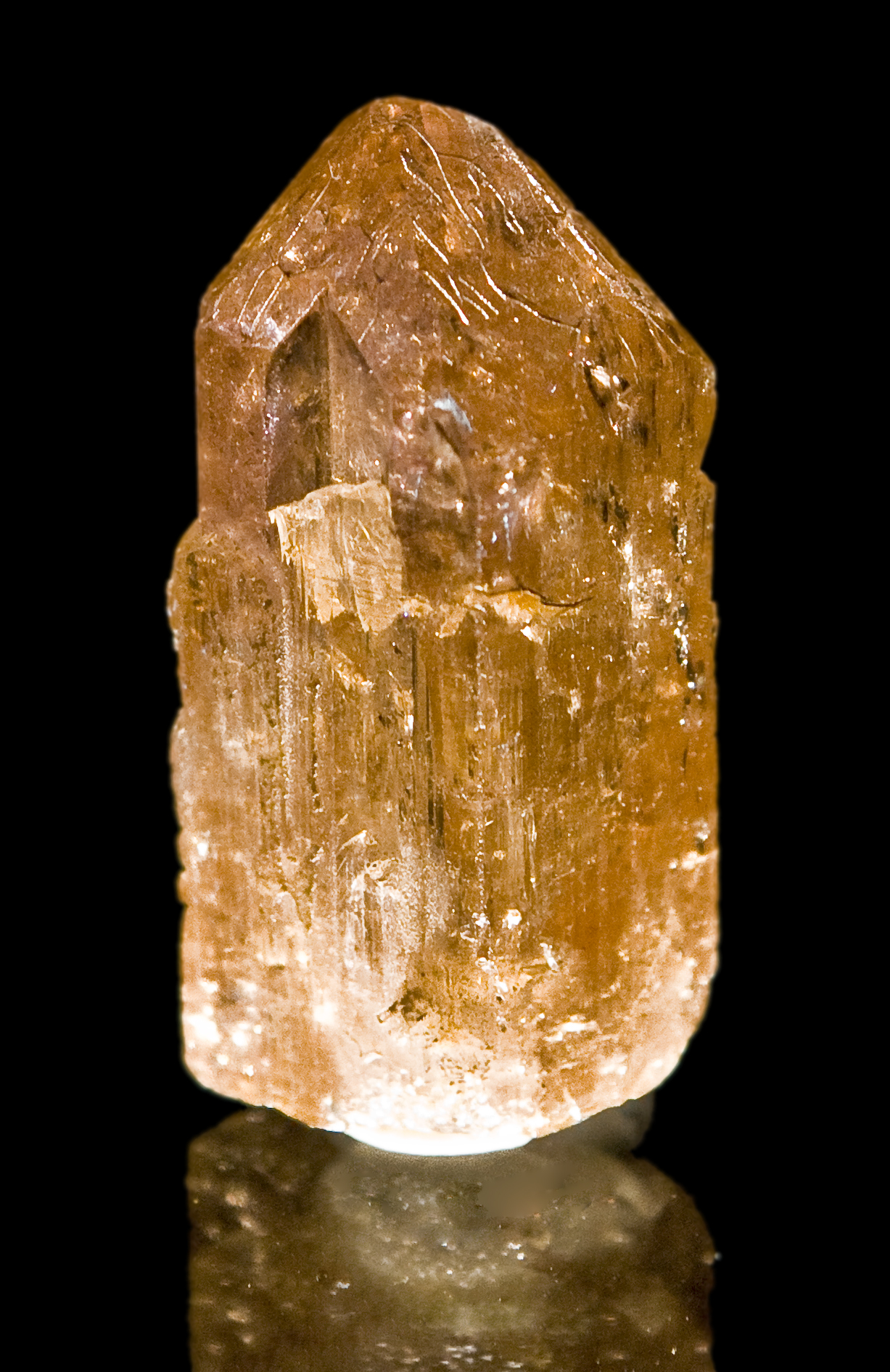
Topaz Al2SiO4(OH,F)2
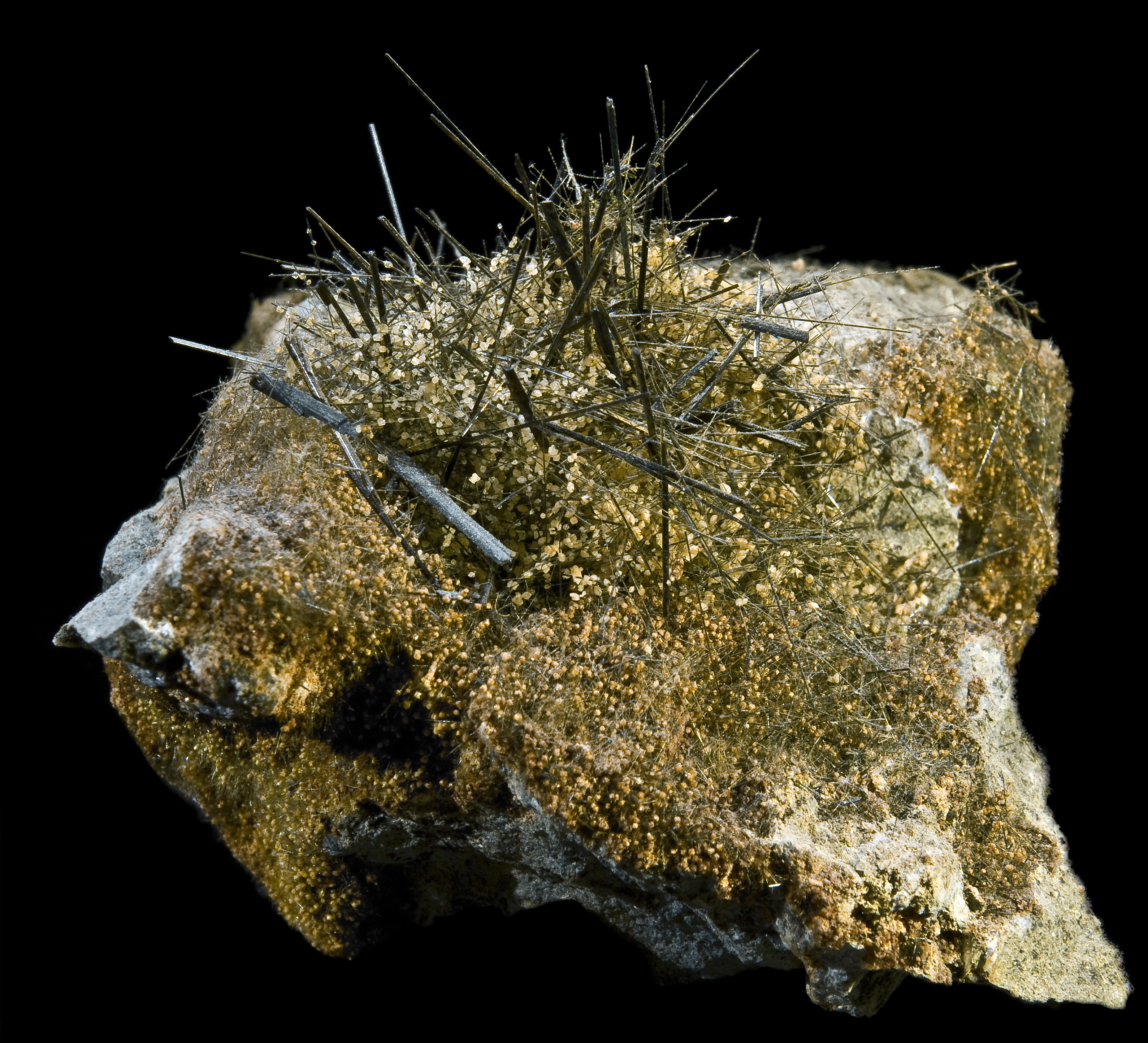
Aktynolit
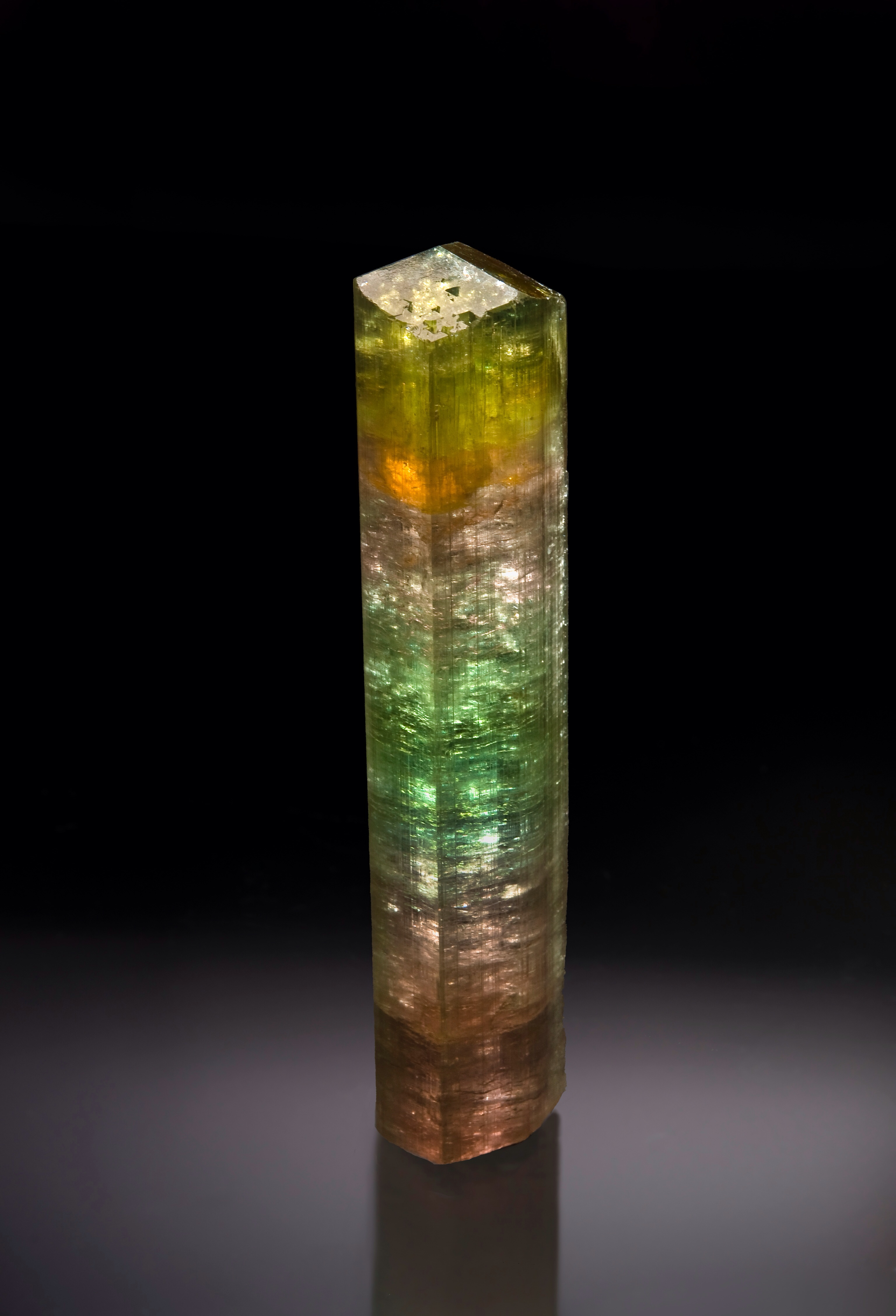
Elbait
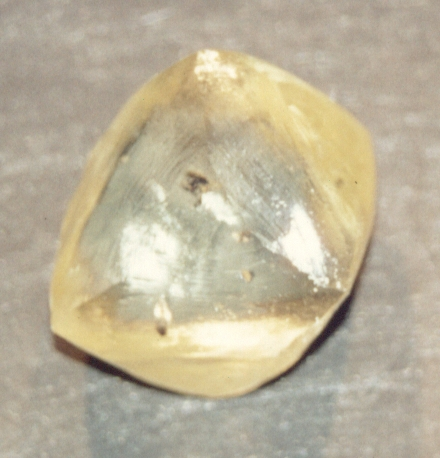
Diament
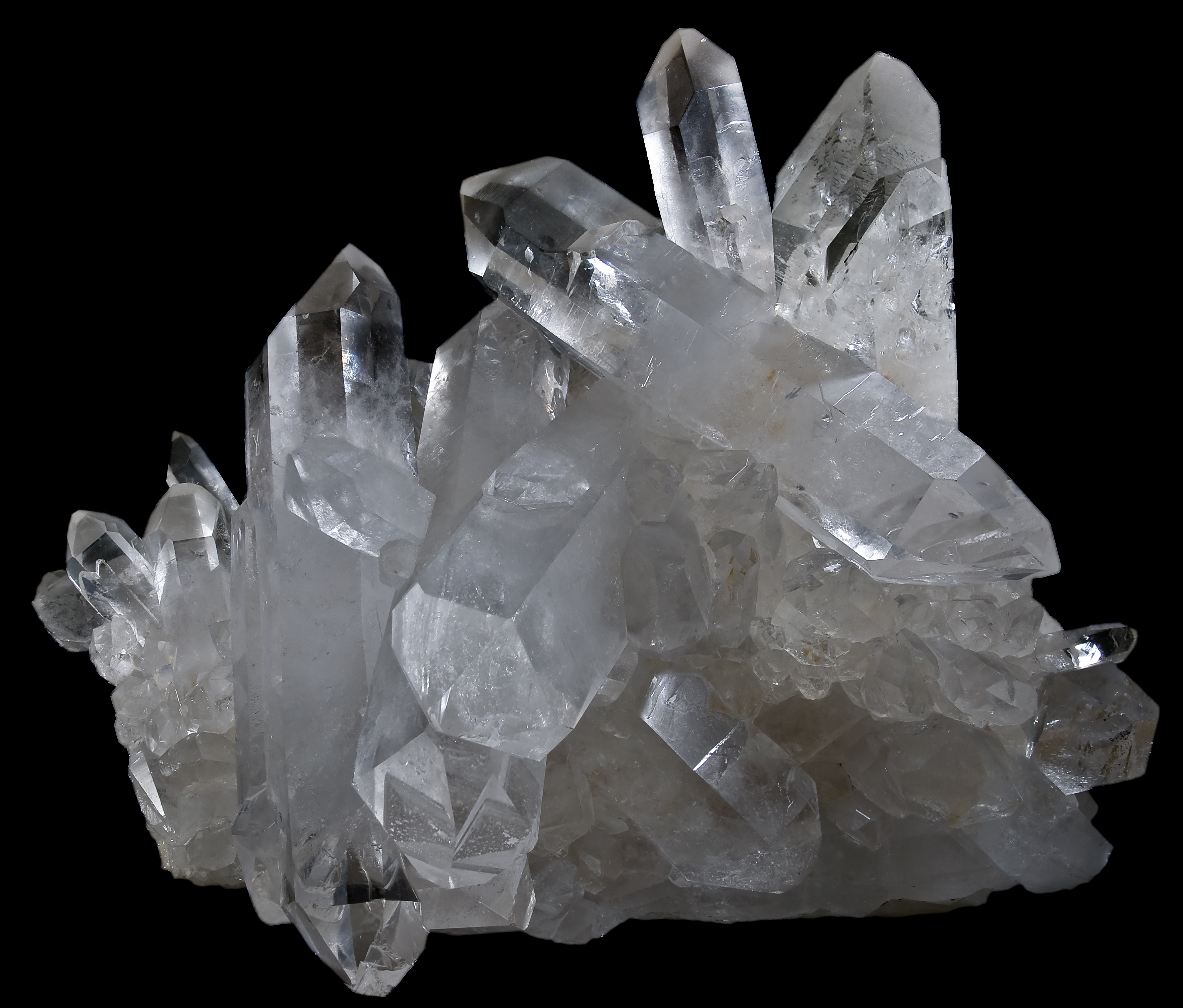
Kwarc SiO2
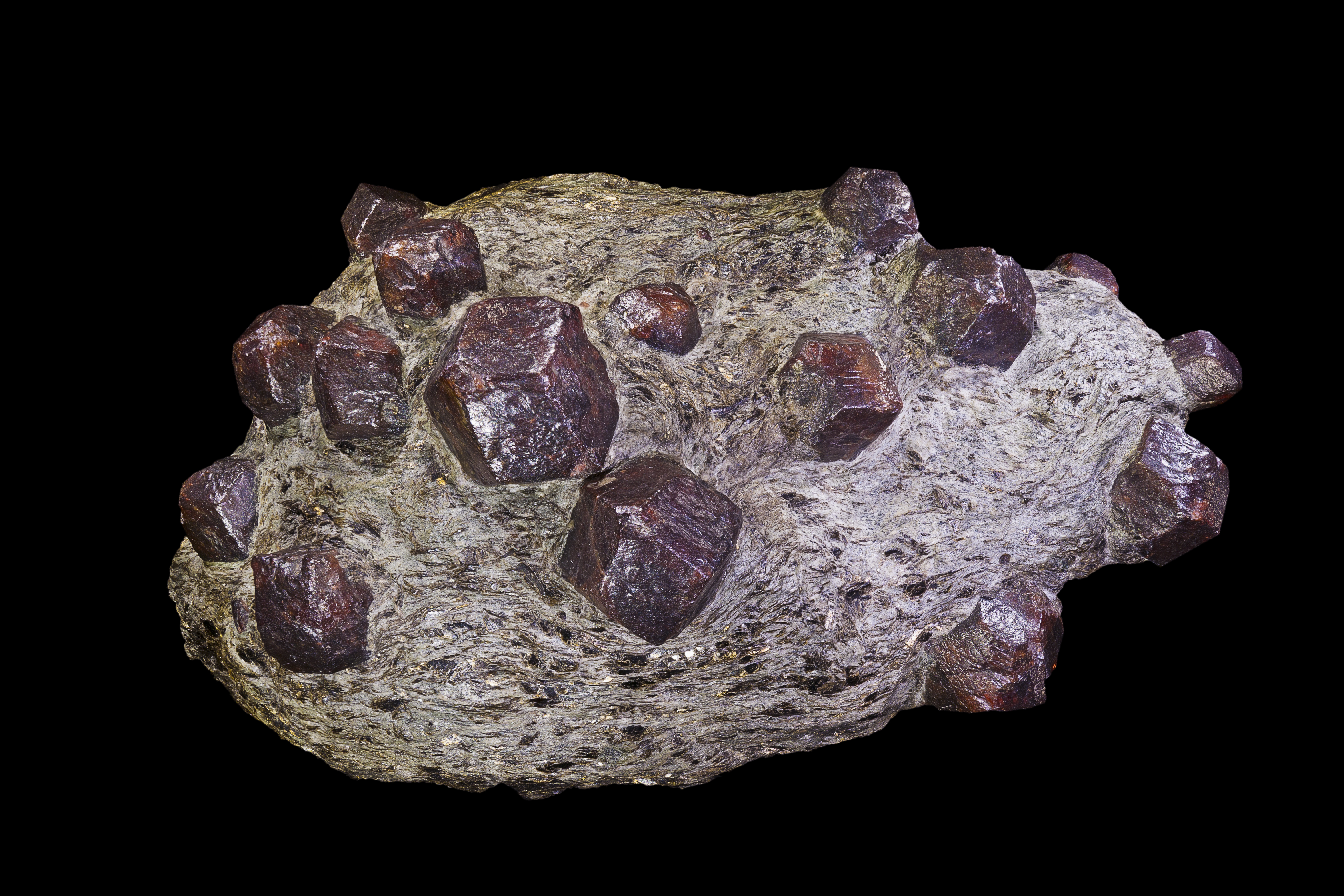
Almandyn Fe3Al2(SiO4)3
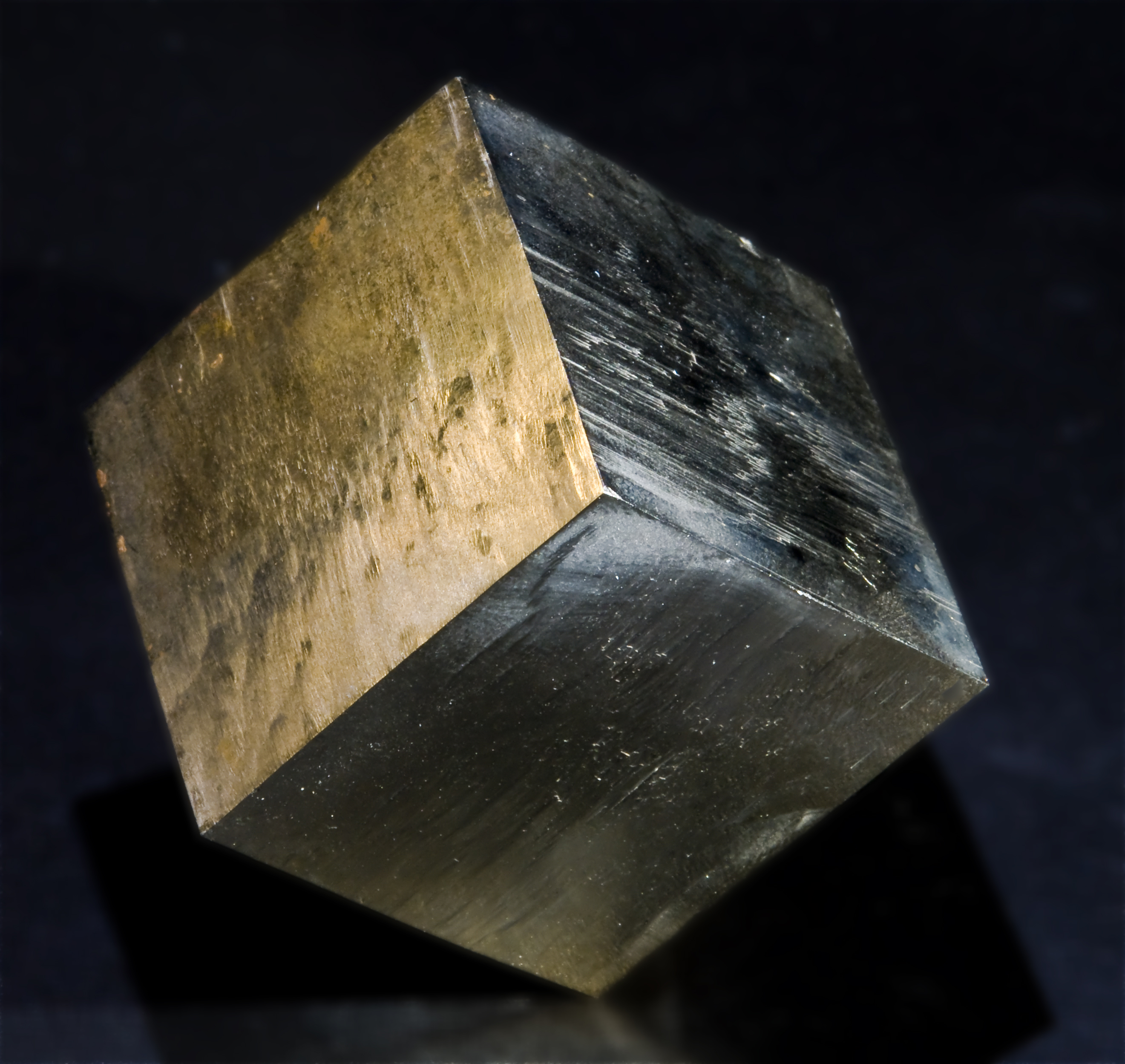
Piryt FeS2
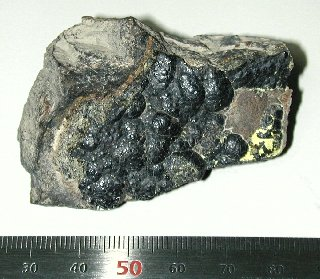
Uraninit UO2
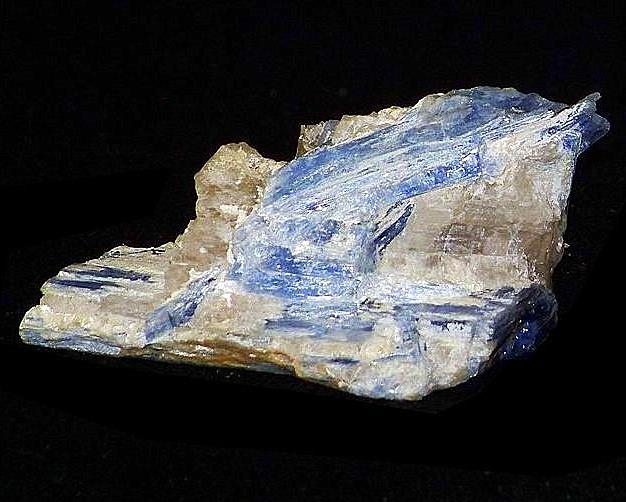
Kyanit (Dysten) Al^{VI}Al^{IV}[SiO_{5}]
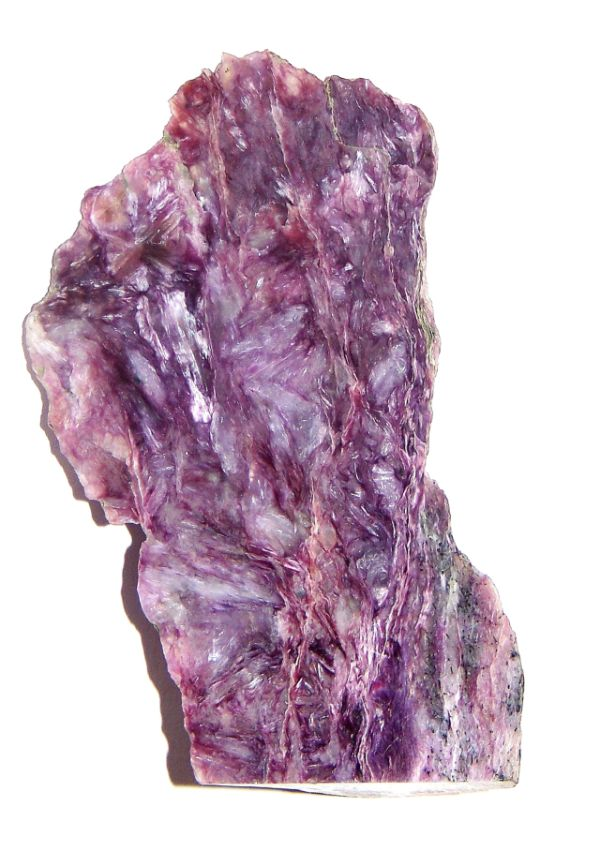
Czaroit
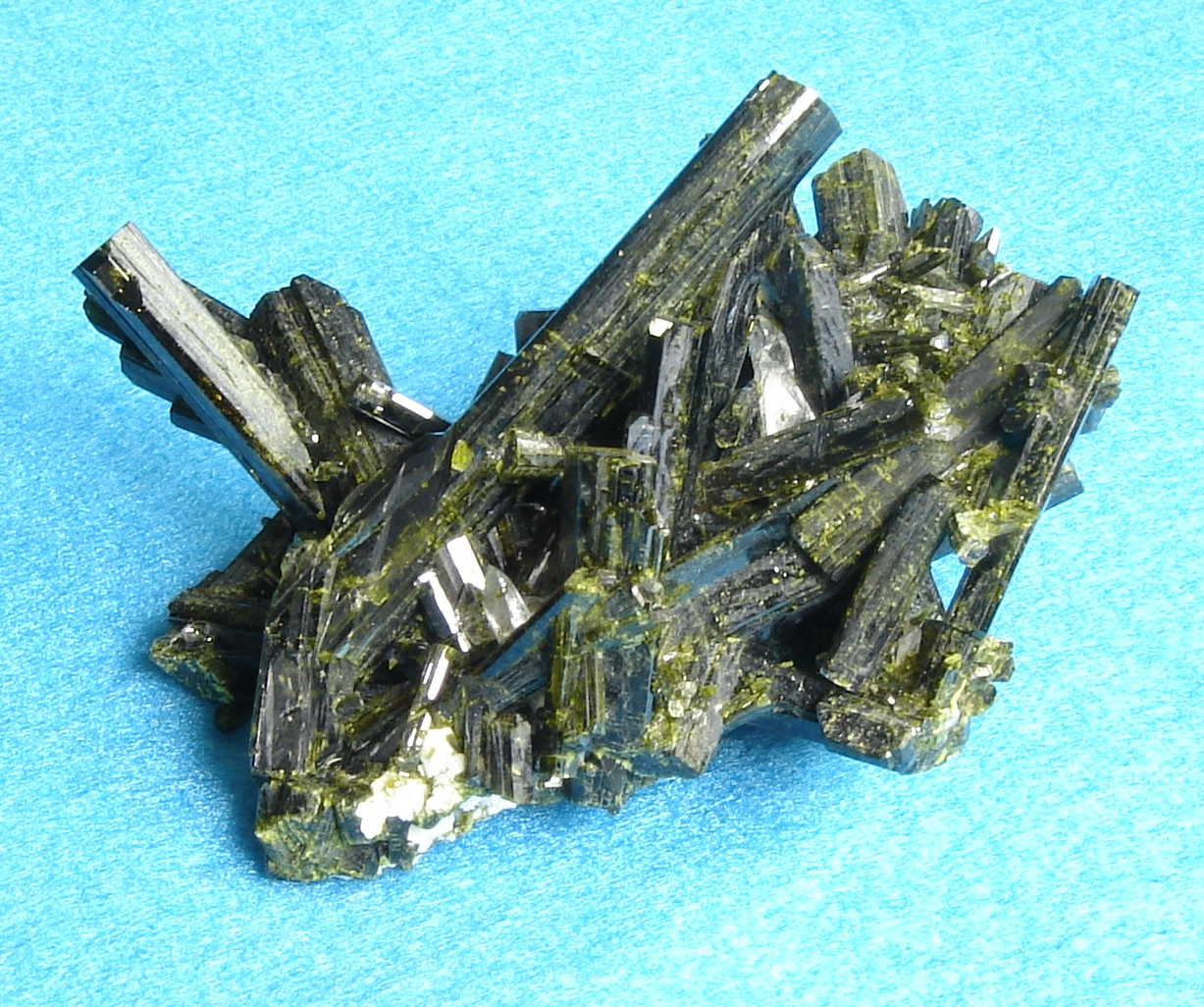
Epidot
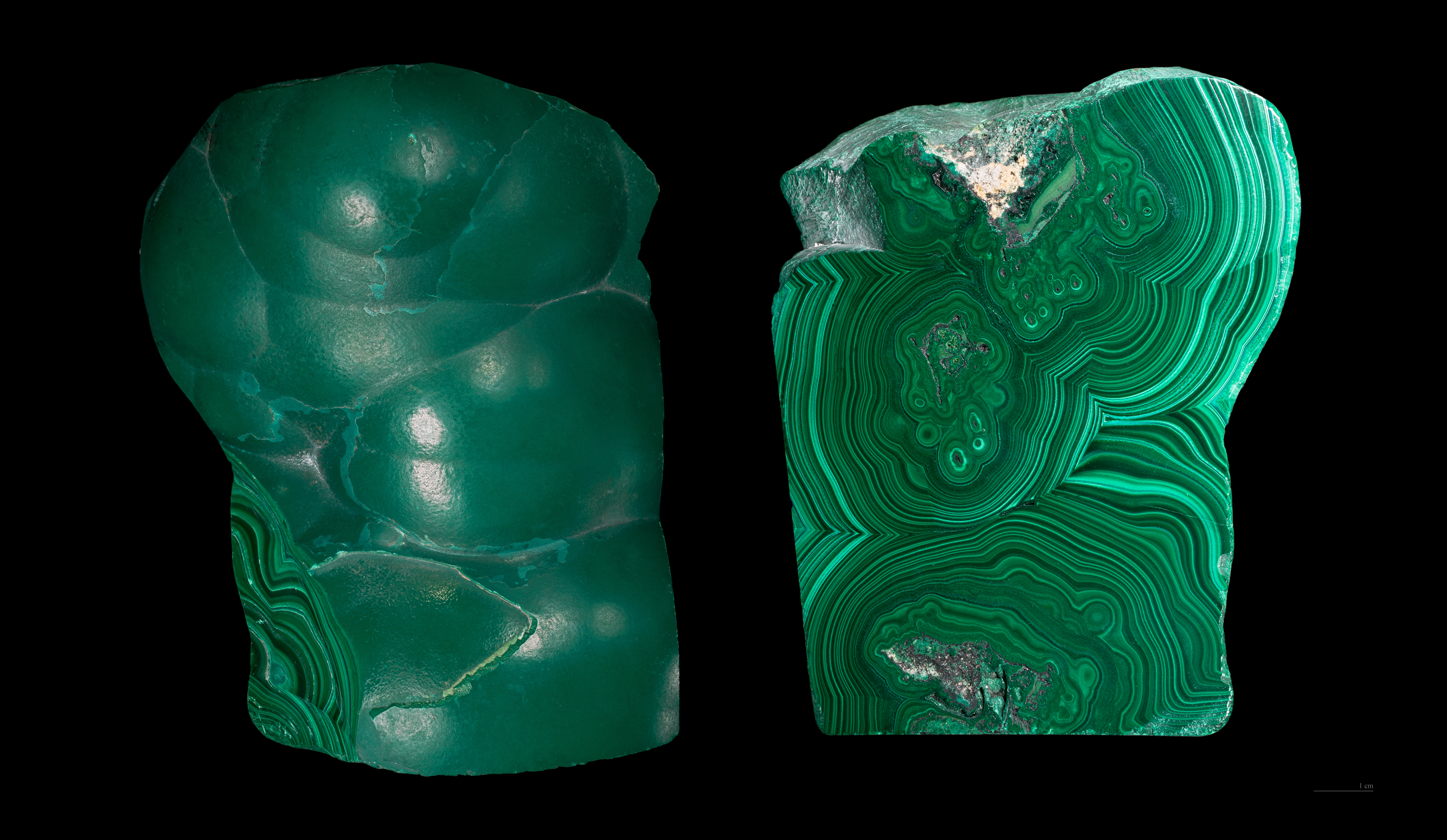
Malachit Cu2CO3(OH)2
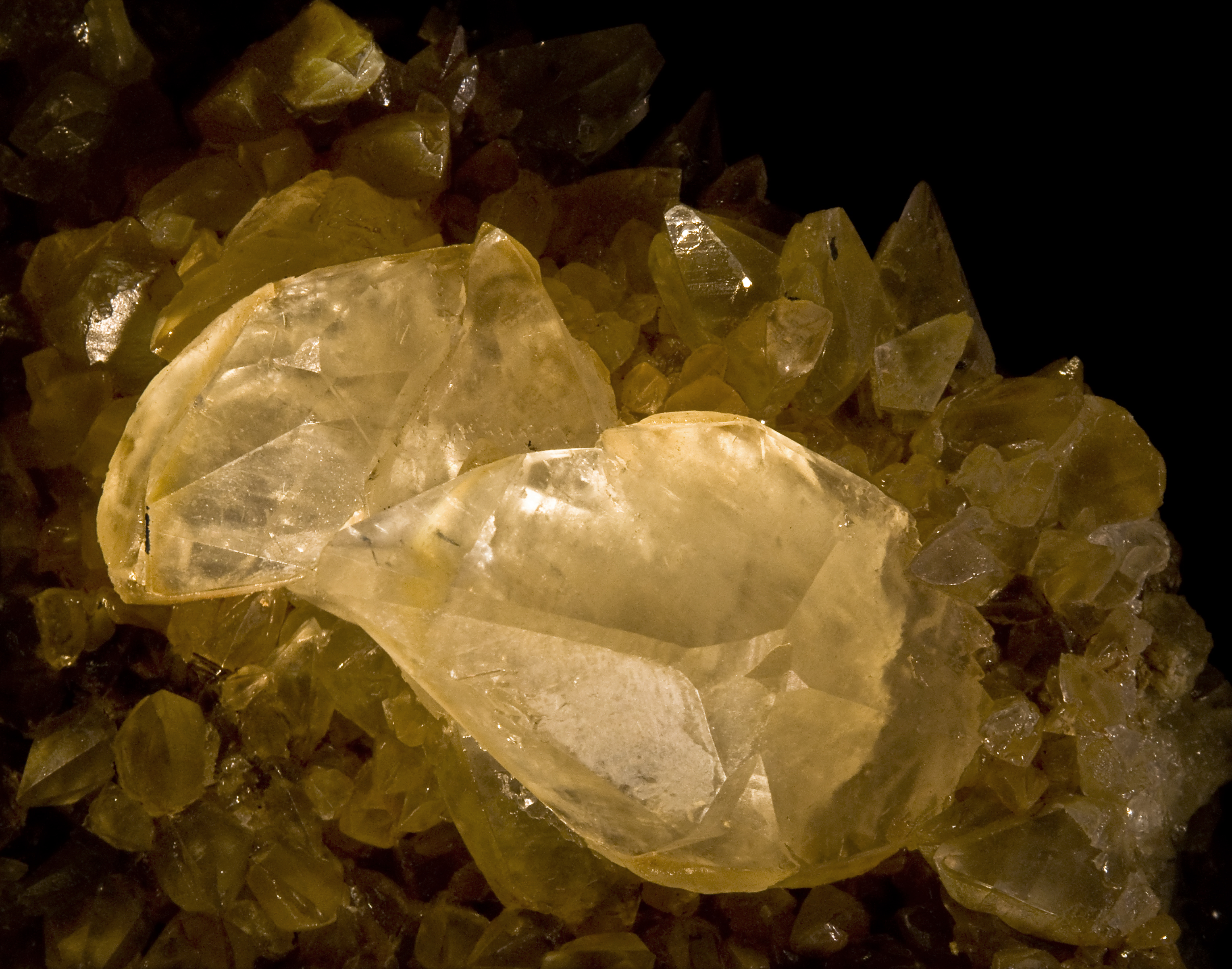
Kalcyt CaCO3
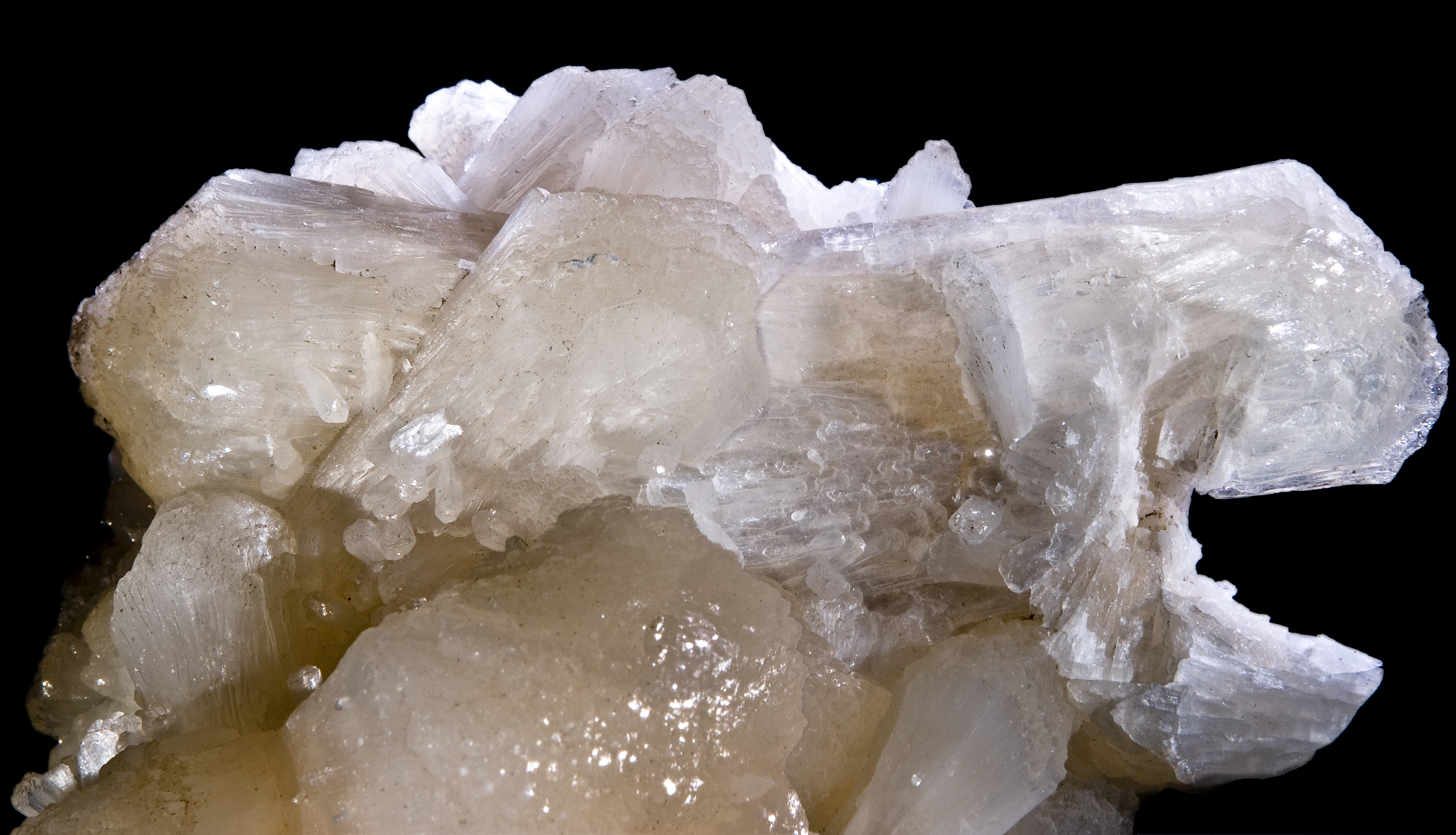
Stilbit Ca[Al2Si7O18]*7H2O
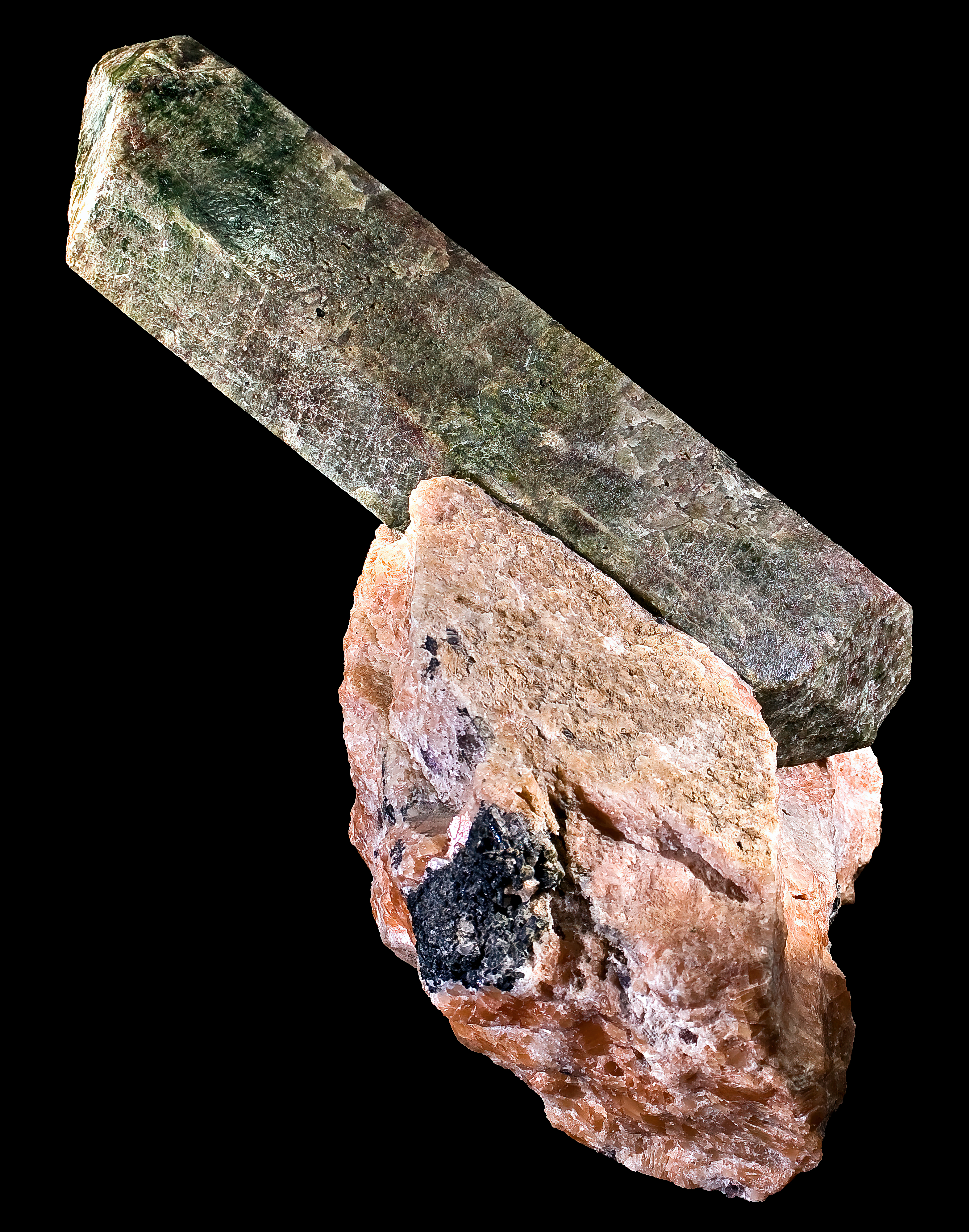
Apatyt Ca5(PO4)3(F,OH,Cl)
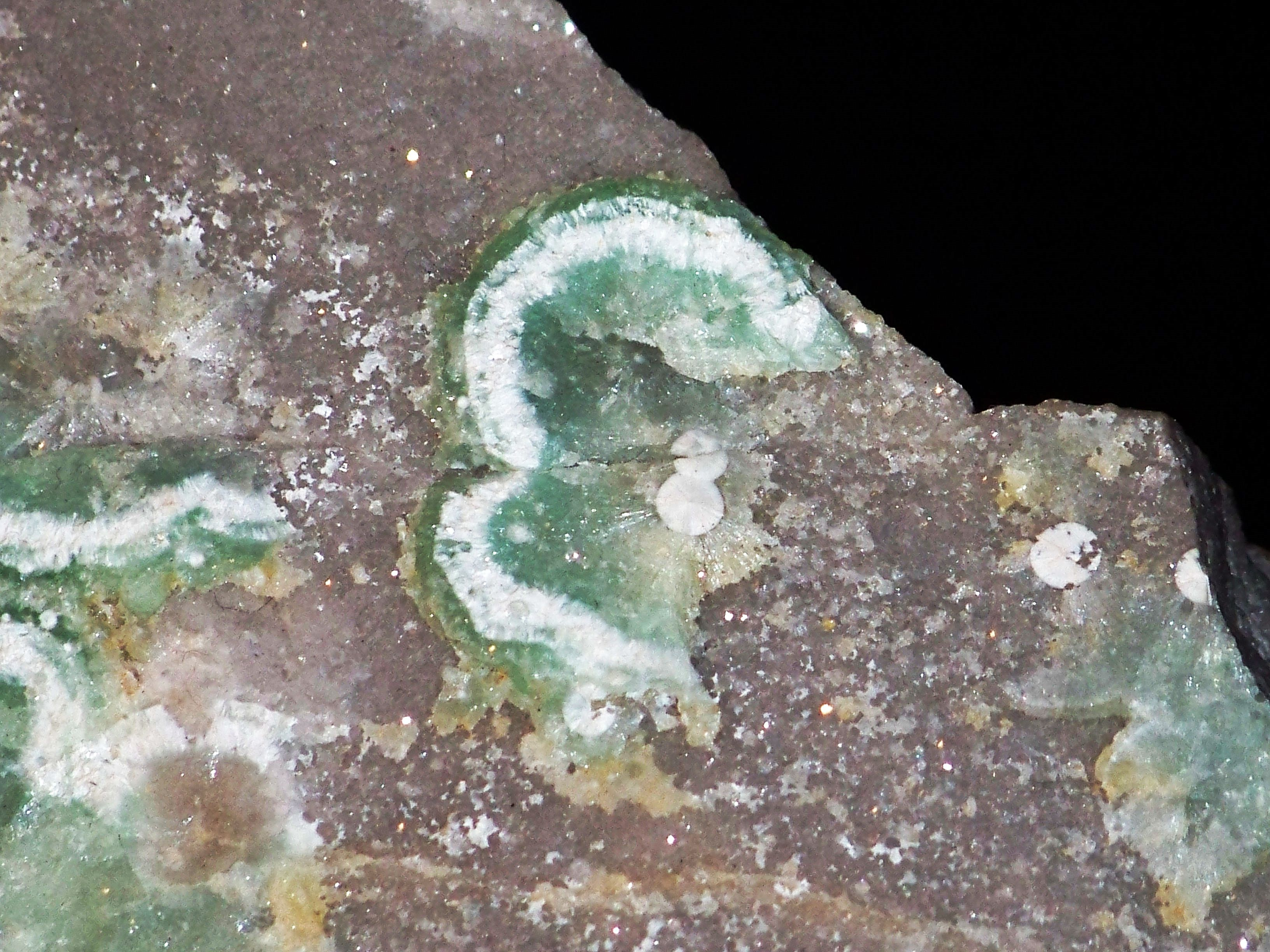
Waryscyt AlPO4*2H2O
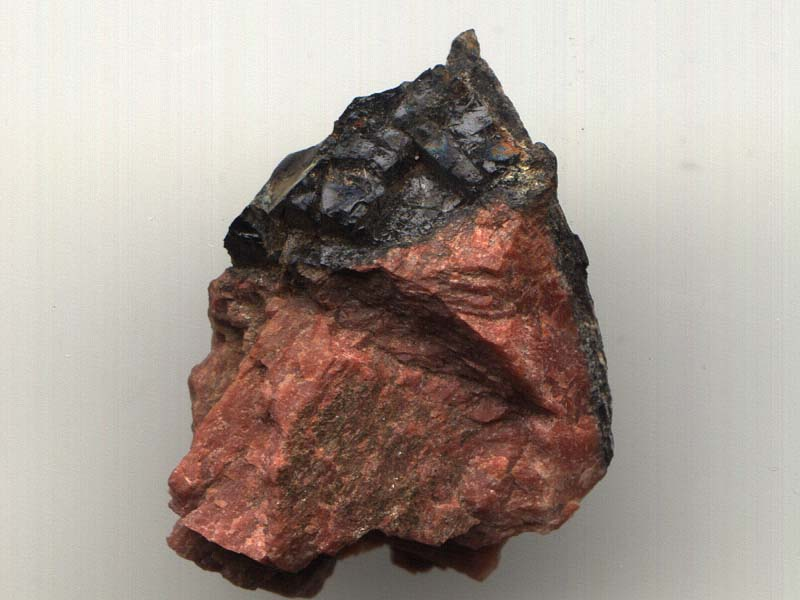
Gadolinit Y2FeBe(SiO4)2O2
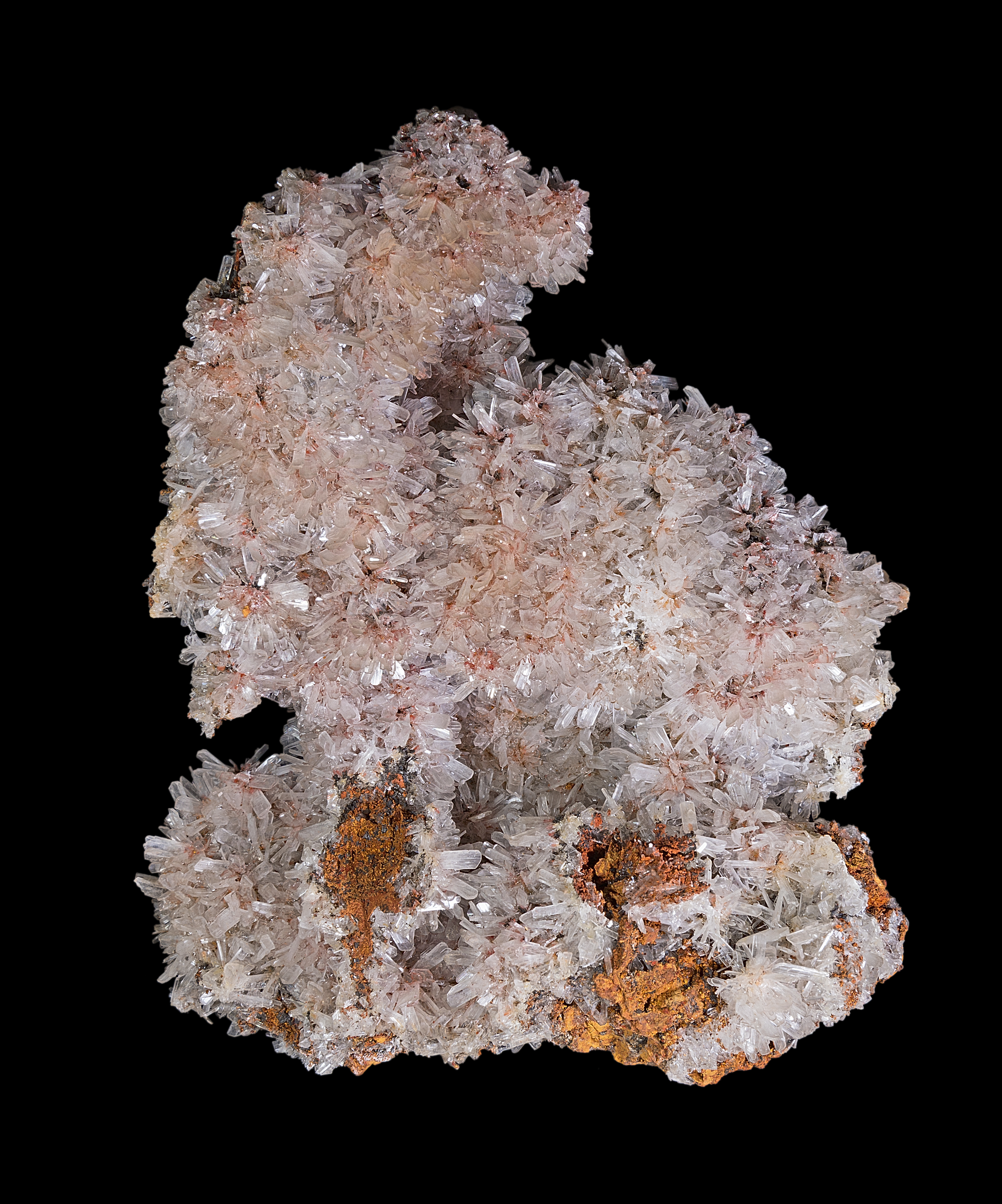
Hemimorfit

- Chalkantyt CuSO
4·5H
2O
- Labrador Na
0,5−0,3Ca
0,5−0,7Al
2Si
3O
8
- Topaz Al
2SiO
4(OH,F)
2
- Aktynolit
- Elbait
- Diament
- Kwarc SiO
2
- Almandyn Fe
3Al
2(SiO
4)
3
- Piryt FeS
2
- Uraninit UO
2
- Kyanit (Dysten) AlVIAlIV[SiO5]
- Czaroit
- Epidot
- Malachit Cu
2CO
3(OH)
2
- Kalcyt CaCO
3
- Stilbit Ca[Al
2Si
7O
18]·7H
2O
- Apatyt Ca
5(PO
4)
3(F,OH,Cl)
- Waryscyt AlPO
4·2H
2O
- Gadolinit Y
2FeBe(SiO
4)
2O
2
- Hemimorfit

## Przydatne przedmioty w zbieraniu i kolekcjonowaniu minerałów
- młotek (kilka rodzajów wagowych; ok. 500 g, 1000 g, 2000 g)
- szkło powiększające
- ostrza stalowe
- 3–5% HCl
- okulary ochronne
- pudełeczka na okazy
- albumy mineralogiczne
- nożyk
- pędzelek
- kawałek nieszlifowanej porcelany